# Иоанновский равелин Петропавловской крепости
Иоа́нновский равели́н — восточный равелин Петропавловской крепости в Санкт-Петербурге. Он прикрывает Государев и Меншиков бастионы, а также Петровскую куртину и Петровские ворота. Назван в честь царя Ивана V Алексеевича, старшего брата Петра I и отца императрицы Анны Иоанновны.

## История
Каменный Иоанновский равелин сооружён в 1731—1740 годах по проекту военного инженера Б. К. Миниха на месте первого деревоземляного равелина Петропавловской крепости, построенного на восточной оконечности Заячьего острова в 1704—1705 годах. В толще стен были устроены казематы-казармы, а в левом фасе — Иоанновские ворота, к которым примыкали караульные помещения-кордегардии. По обе стороны от равелина находятся соединённые с ним фланками полуконтргарды. От Петровской куртины равелин отделял широкий ров, наполненный водой (засыпан в 1891 году). Сегодня о существовании рва напоминают частично сохранившиеся ботардо — заградительные плотины с небольшими башенками — турелями и оградами — палисадами, которые отделяли ров от Невы и Кронверкского пролива. В 1787 году по проекту инженера Р. Р. Томилова невский фасад южного полуконтргарда Иоанновского равелина был облицован гранитными плитами.
В 1894 году был перестроен северный полуконтргард, где по проекту военного инженера В. Ф. Асмуса построено одноэтажное здание для неприкосновенного запаса Ижорского резервного батальона. В 1930-х годах в этом здании разместилась первое отечественное конструкторское бюро по разработке ракетных двигателей — Газодинамическая лаборатория (ГДЛ) (с 1973 года — Музей космонавтики и ракетной техники имени В. П. Глушко).
Во время строительства постоянного Троицкого моста ров равелина был засыпан, и через Неву к Мраморному переулку была наведена временная плашкоутная переправа.
В 1909 году по проекту инженера С. А. Чистоградова в южной части равелина был возведён жилой дом для офицеров лейб-гвардии Стрелкового полка. Ныне здесь находится ресторан «Аустерия».
В апреле-мае 2008 года в крепости проводились ремонтные работы. В Иоанновском равелине они коснулись шпица и аппарели.